# ホモモニュメント

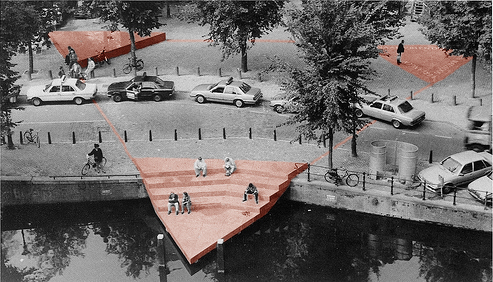
俯瞰写真。記念碑のみを彩色。
それぞれ「未来」（左上）、「現在」（中央下）、「過去」（右上）を象徴している。

ホモモニュメント（オランダ語: Homomonument）もしくは日本語で同性愛者記念碑（どうせいあいしゃきねんひ）はオランダの首都アムステルダムの中心街にある記念碑。同性愛であることを理由に迫害された全てのゲイおよびレズビアンを追悼するために作られた。御影石でつくられた3体の巨大なピンク色の三角形が、地面に描かれたさらに大きな三角形の角になるよう作られており、西教会 (Westerkerk) 近くのケイザー運河に隣接した場所に設置されている。ナチスによって殺害されたゲイおよびレズビアンを追悼するモニュメントとしては世界で最初に作られたもので、1987年9月5日に開設された。

## 歴史
ゲイおよびレズビアンの犠牲者を追悼する永続的な記念碑の計画は1970年代からあり、アムステルダムのダム広場にある戦没者記念塔には活動家によってラベンダーの花輪が供えられていた。しかしながら場所に相応しくないとの理由によって警察によって取り除かれていた。
現在のモニュメントは、レズビアンの権利を求める運動が活発になった1979年5月に設置運動が始まった。1980年に行われた審査にてKarin Daanのピンクトライアングルに着想を得たデザインが採用された。水面に設置されたトライアングルはDaanのコンセプトとして周囲の喧噪から可能な限り遮られた追悼の場となるよう設計されている。モニュメントの建設に必要な18万ユーロの調達には8年を要し、多くは個人や団体からの寄付によって賄われた。オランダ議会は5万ユーロを寄付し、アムステルダム市と北ホラント州も寄付を行った。
LGBTの犠牲者を悼むモニュメントはその後世界各地に作られ、2011年にはスペインのバルセロナにも設置されている。

## デザイン

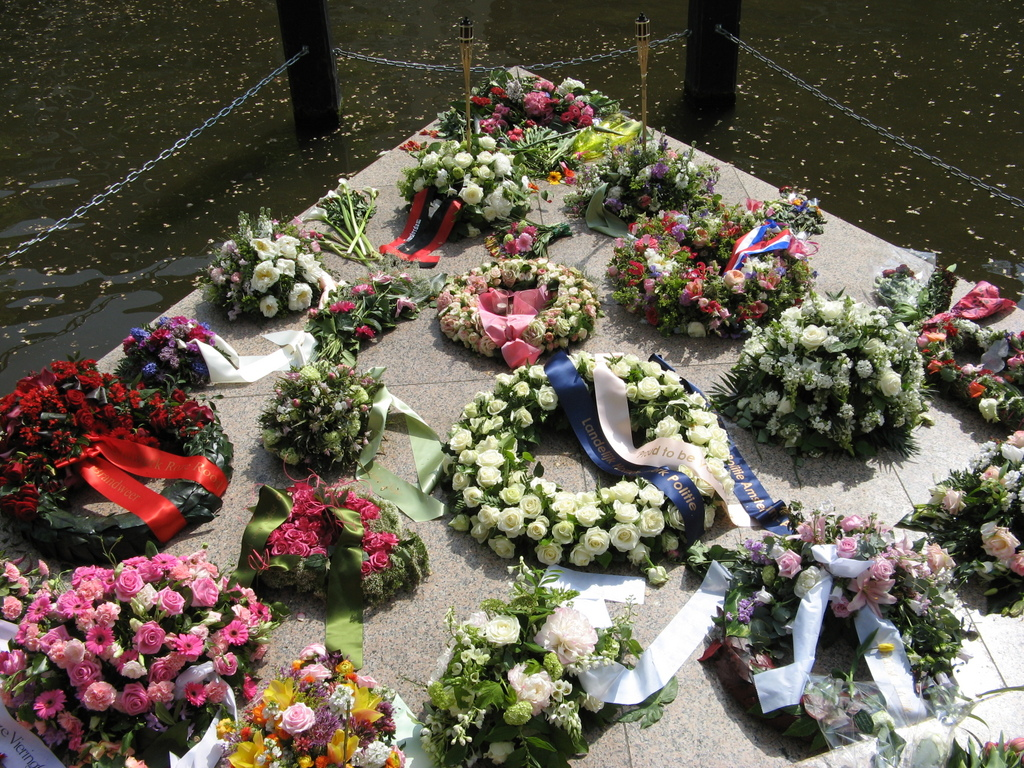
運河に接した「現在」トライアングルに手向けられた花輪

運河に設置された「現在」のトライアングルには段差が付けられており、水辺に近い碑の先端には絶えず花輪が置かれている。地上に据えられた「未来」のトライアングルは60cmの高さが付けられ、「過去」のトライアングルは地面の同じ高さに据えられている。3つのトライアングルは10メートル離れていて、巨大なトライアングルの3辺に相当する場所にはピンク色のレンガが敷かれている。この巨大なトライアングルの一辺は36メートルになる。
3つのトライアングルはそれぞれ象徴的な方向へ向けられている。一つはダム広場の戦没者記念塔に向けられ、もう一つはナチスによって殺害されたユダヤ人の少女アンネ・フランクの家に向かっている。最後の一つはCOC Nederland（1946年に設立されたオランダのゲイ人権擁護団体で、継続的に活動してる団体としては世界で最も歴史の長い組織）の事務所に向けられている。
アンネフランクの家に向けられたトライアングルには、ユダヤ系オランダ人でゲイの詩人 Jacob Israël de Haan (1881–1924)の『To a Young Fisherman』からの一節 "Naar Vriendschap Zulk een Mateloos Verlangen" (「絶えなき友情を望む」) が刻まれている。
ホモモニュメントのミニチュア版はデン・ハーグのミニチュアパーク「マドローダム」にも設置されている。このスケールモデルは2006年10月24日にアムステルダム市長のヨプ・コーヘンとCCCの代表 Frank van Dalen が出席して初披露された。

## ギャラリー

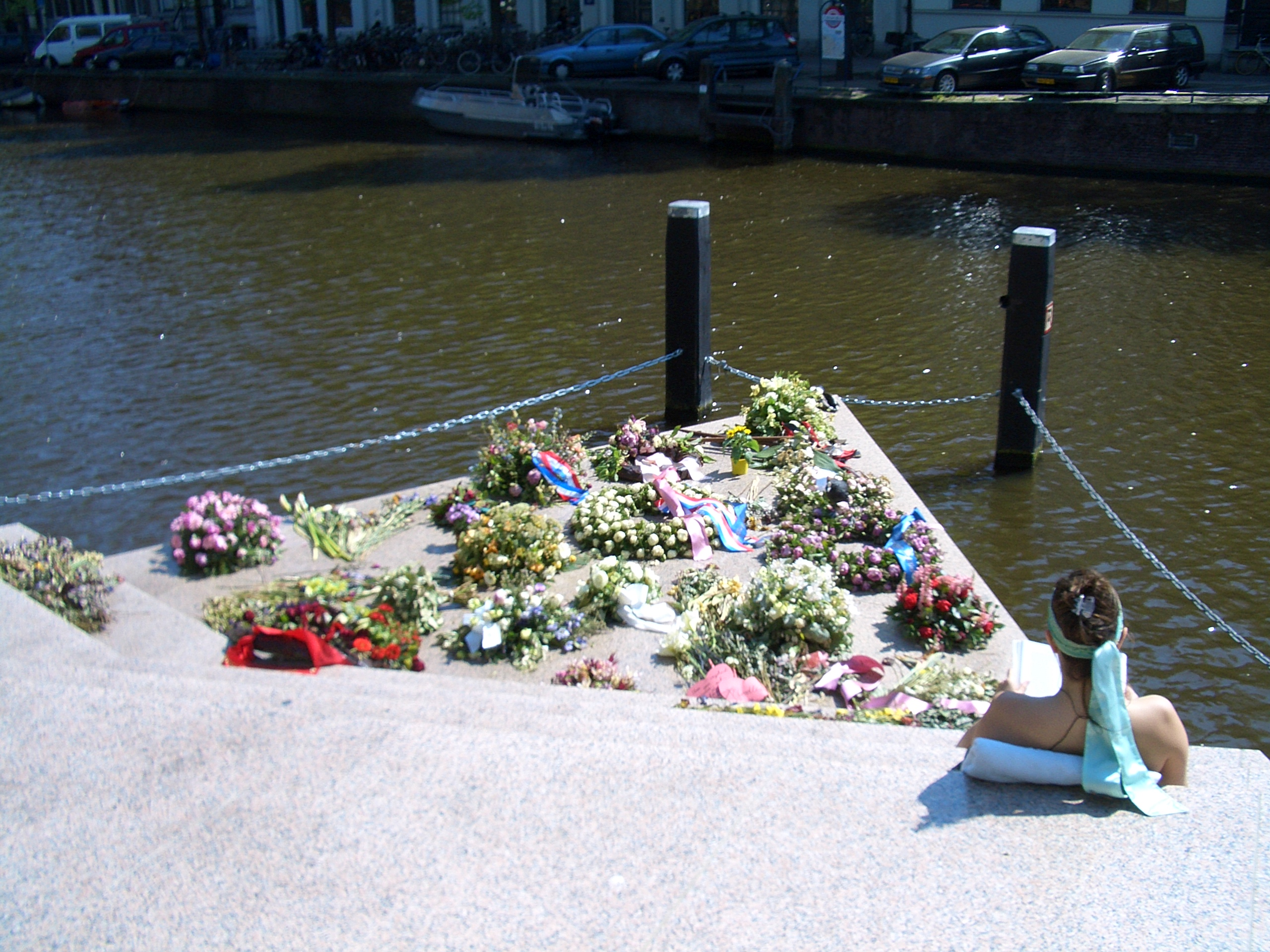
「現在」の碑
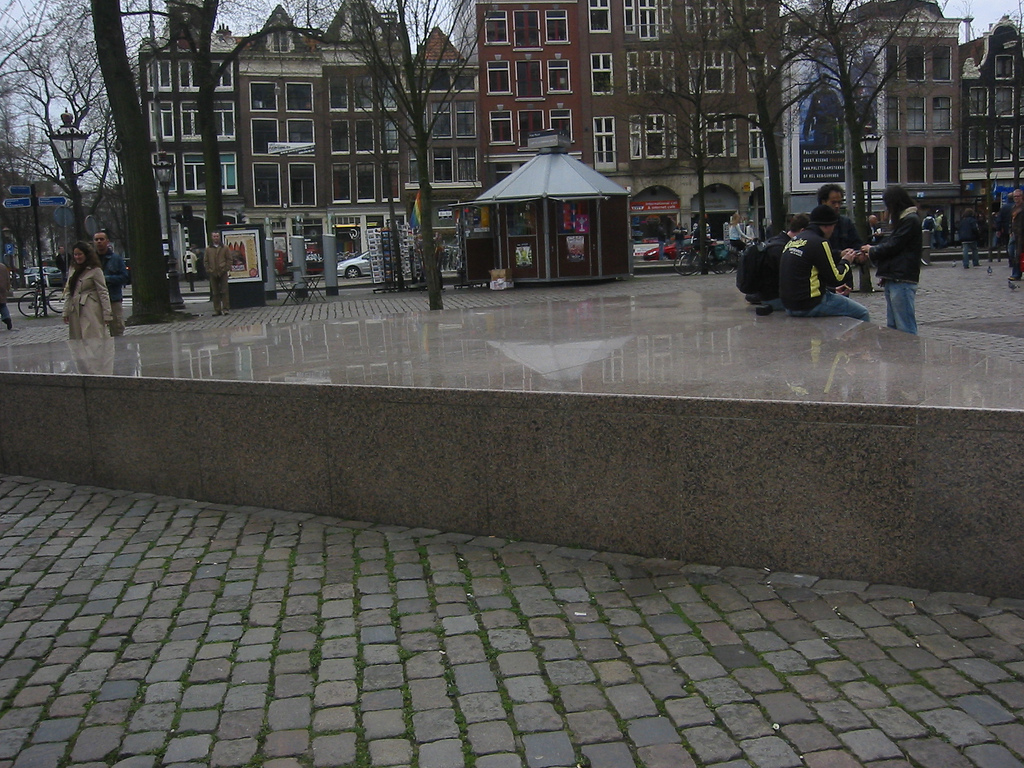
「未来」の碑
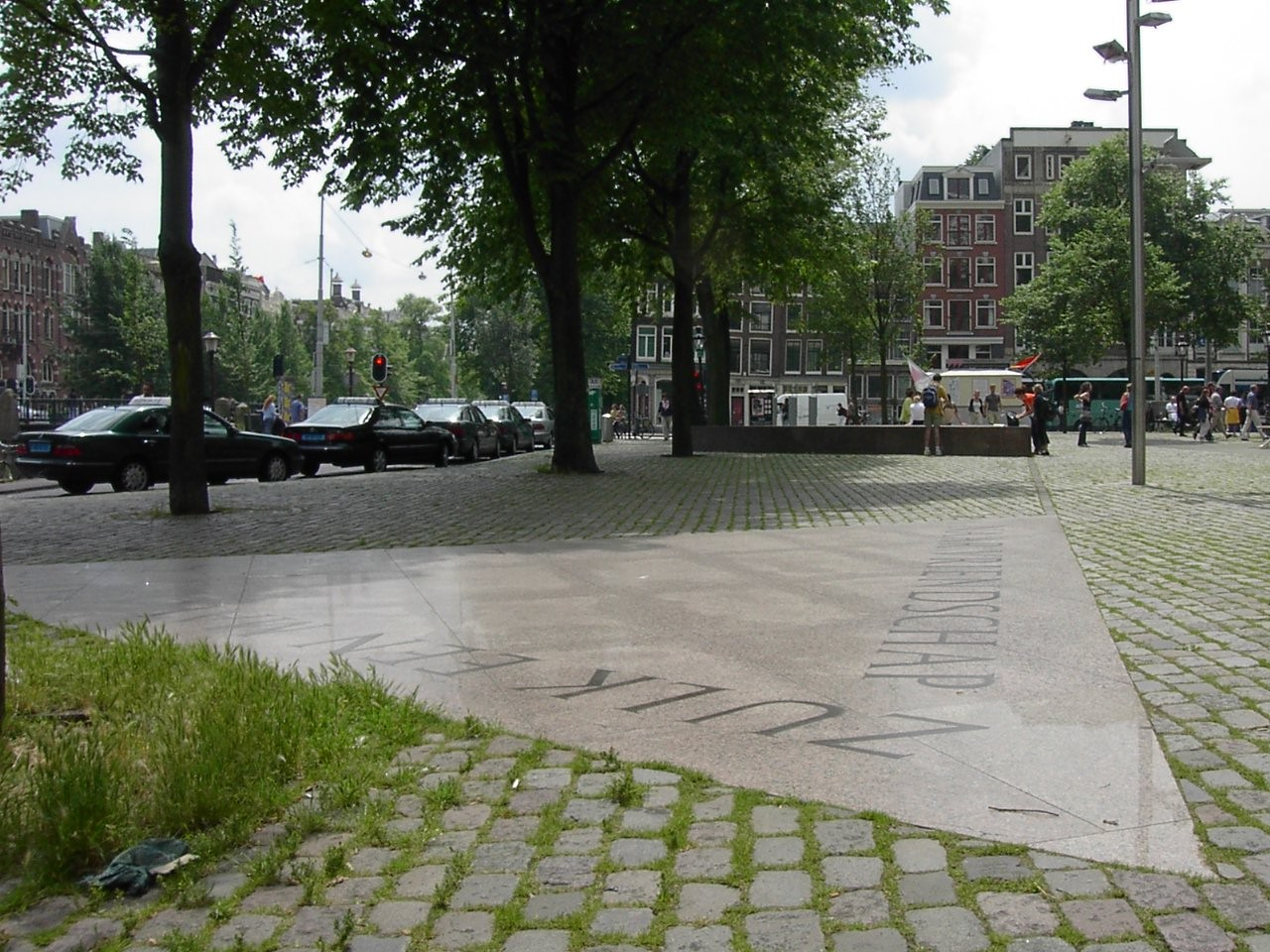
「過去」の碑
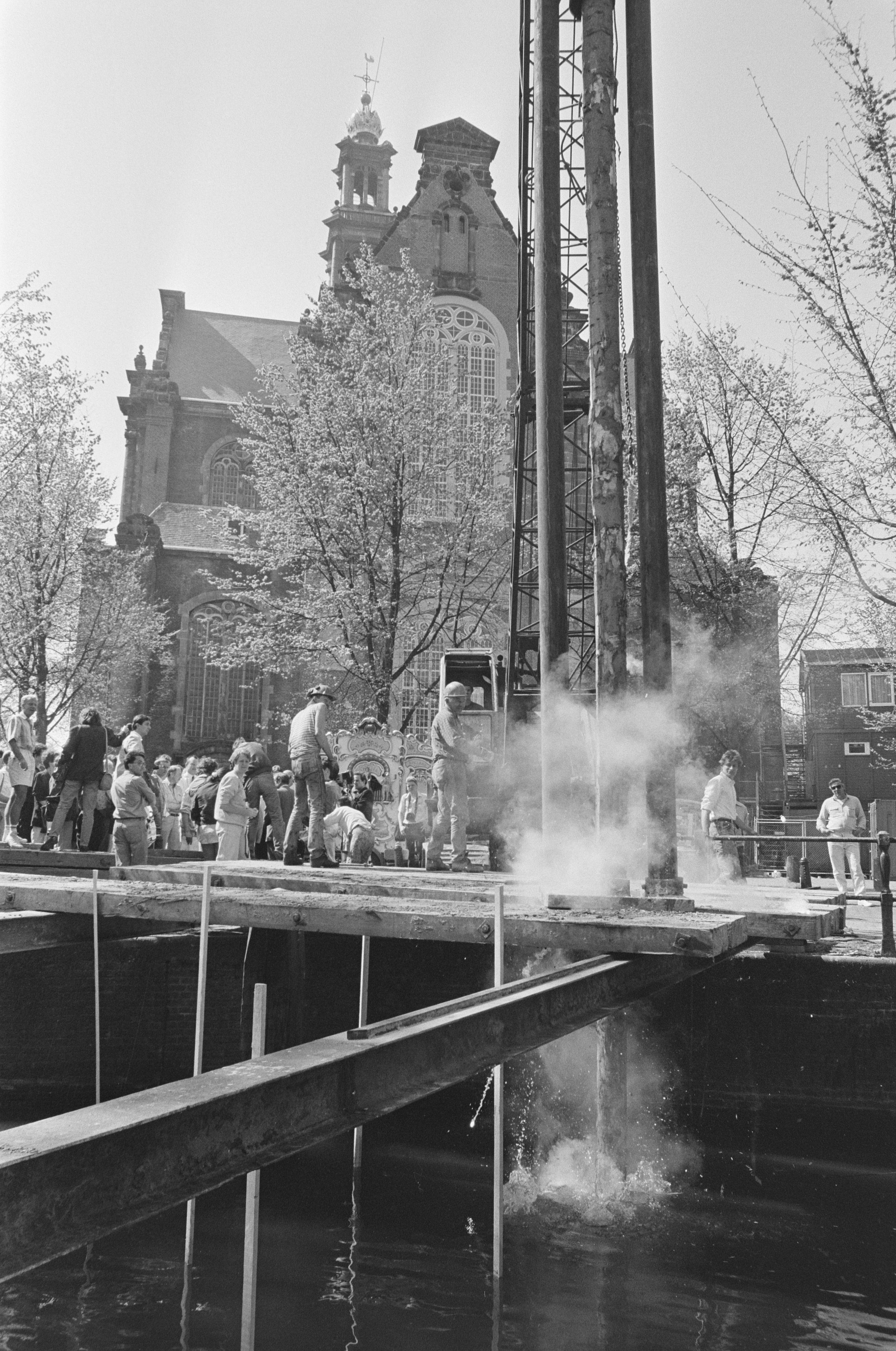
運河上の碑の設置作業
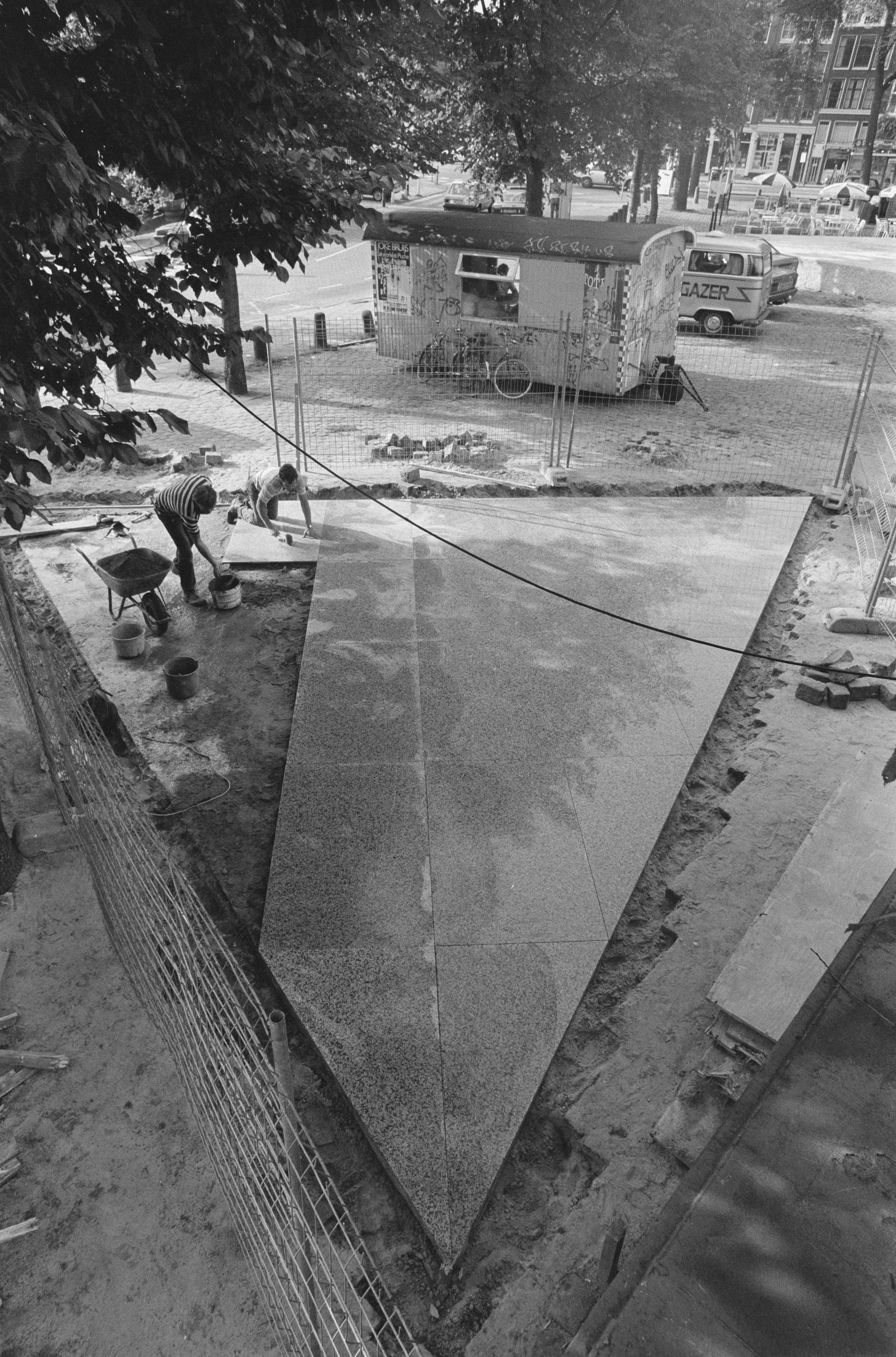
地上の碑の設置作業
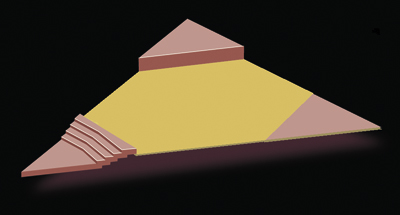
3Dイメージ